# إليزابيث باوز ليون
إليزابيث أنجيلا مارغريت باوز ليون (بالإنجليزية: Elizabeth Bowes-Lyon)‏ (4 أغسطس 1900م - 30 مارس 2002م) زوجة الملك جورج السادس وأم الملكة إليزابيث الثانية والأميرة مارجريت (كونتيسة سنودون). الملكة القرينة للمملكة المتحدة وذلك منذ أن تولى زوجها الحكم منذ 1937م حتى وفاته في عام 1952م. ومنذ ذلك الحين عرفت بالملكة إليزابيث (الملكة الأم) وذلك لتجنب الخلط بينها وبين ابنتها. وكانت إليزابيث هي آخر إمبراطورة على الهند.

ولدت في عائلة نبلاء إنجليزية وكانت معروفة بإليزابيث باوز ليون المبجلة، لقبت بالليدي إليزابيث باوز ليون وذلك بعدما ورث أبوها كلود باوز ليون منصب الإيرل الأسكتلاندي لمقاطعة ستراثمور وكينجهورن عام 1904. حظيت باهتمام الناس عام 1923 وذلك عقب زواجها من ألبيرت (دوق يورك) وهو الابن الثاني للملك جورج الخامس والملكة ماري. كان الزوجان وابنتهما تتجسد فيهم الأفكار التقليدية للعائلة والخدمات العامة. أجرت العديد من الاتفاقيات العامة. وأصبحت معروفة بالدوقة المبتسمة وذلك بسبب تعبير وجهها المبتسم المعروف المتواصل.
في عام 1936 تولى زوجها المُلك على نحو غير متوقع وذلك عندما تنازل أخوه إدوارد الثامن عن الحكم من أجل الزواج من الأمريكية المطلقة (واليس سيمبسون). وبصفتها الملكة شاركت زوجها في جولات دبلوماسية في فرنسا وشمال أفريقيا وذلك قبل اندلاع الحرب العالمية الثانية. أثناء الحرب قدمت الدعم المعنوي للشعب الإنجليزي عن طريق روحها المنيعة. وكاعترافٍ بدورها الثمين للمصالح الإنجليزية وصفها أدولف هتلر بأنها (أخطر امرأة في أوروبا). وبعد الحرب تدهورت صحة زوجها وترملت عام 1952 وهي في سن الحادية والخمسين.
بعد وفاة حماتها الملكة ماري عام 1953 أصبحت من كبار الأعضاء سناً في العائلة البريطانية المالكة هي والملك الأسبق إدوارد الثامن (الذي كان يعيش بالخارج) وابنتها الكبرى (والتي أصبحت الملكة الجديدة في حوالي سن السابع والعشرين) وتولت إليزابيث منصب رئيسة الأسرة. وفي سنوات عمرها الأخيرة، كانت أشهر عضوة في العائلة الملكية على الدوام وذلك حتى عندما كان الأعضاء الآخرون يعانون من المستوى المتدني من موافقة العامة. استمرت بحياة عامة نشطة وذلك حتى أشهر قليلة قبل وفاتها بسن المائة وواحد، وذلك عقب وفاة ابنتها الصغرى الأميرة مارجريت بسبع أسابيع.

## نشأتها

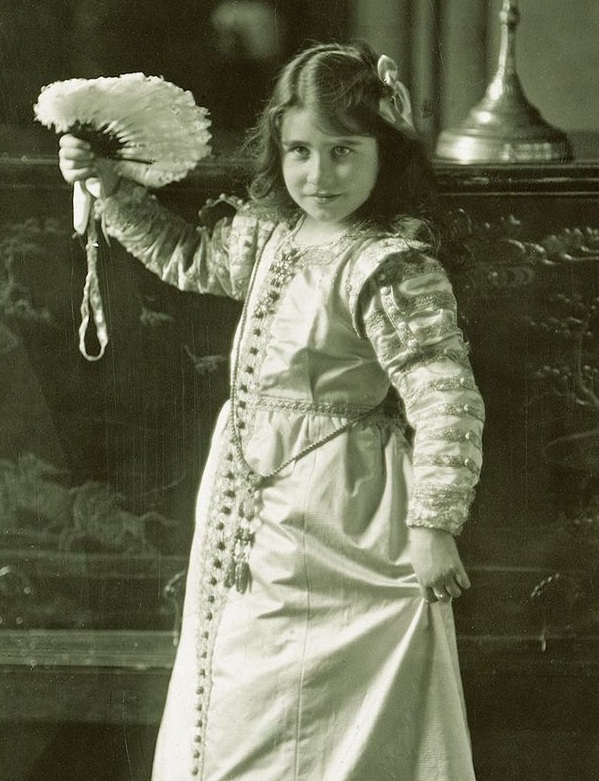
إليزابيث في صغرها

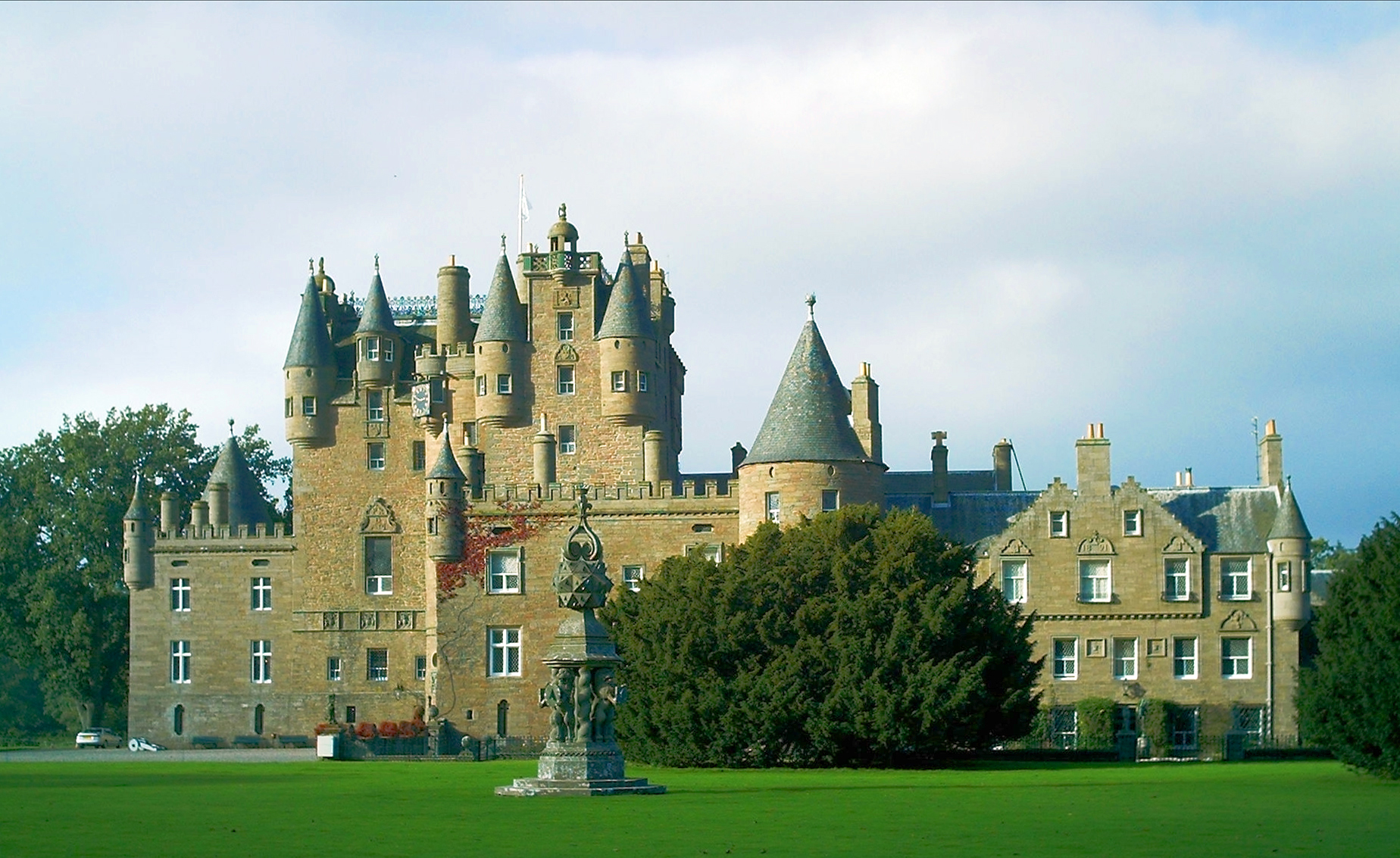
قلعة جلاميس وهو البيت الاسكتلندي لعائلة الإيرل.

إليزابيث أنجيلا مارغريت باوز ليون كانت البنت الصغرى وكان ترتيبها هو التاسع من عشرة أبناء لكلا من كلاود باوز ليون قائد جلاميس (والذي تولى فيما بعد منصب الإيرل لمقاطعة ستراثمور وكينغهور من رتبة النبلاء الإسكتلندية)، وزوجته سيسيليا كافنديش-بنتينك. كانت والدة إليزابيث تنحدر من عائلة رئيس وزراء المملكة المتحدة ويليام كافينديش-بنتينك (وهو الدوق الثالث ل بورتلاند)، وكذلك الجنرال الحاكم للهند ريتشارد وليسلي (وهو مركيز ويلسي الأول)، وهو الأخ الأكبر لرئيس وزراء آخر وهو آرثر وليزلي (دوق ولينغتون الأول).
ما زال مكان ولادتها غير معروف، ولكن يعتقد إما أنها ولدت في بيت والديها بمنطقة وستمنستر عند قصور بلجريف والتي تقع عند حدائق جروسفينور، أو أنها ولدت في سيارة إسعاف تجرها الأحصنة عندما كانت في طريقها إلى المستشفى. ومن المناطق الأخرى التي من المحتمل أن تكون قد ولدت فيها هو بيت فوربس وهو بيت جدتها لأم، لويزا سكوت. والذي يقع في ضاحية هام بلندن. سجلت ولادتها في هيتشن، هيرتفوردشاير بالقرب من منزل عائلة الإيرل بالريف الأنجليزي بقرية ست بولس والدن بوري، والذي أيضا سجل كمسقط لرأسها في إحصاءات العام التالي. وهناك تم تعميدها في 3 سبتمبر 1900، في الكنيسة الأبرشية (أول ساينتس). كان كلا من عمتها السيدة مود باوز ليون وابنة عمتها فينيسيا جيمس بمثابة أبواها الروحيين.
قضت إليزابيث جزء كبير من طفولتها في قرية ست بولس والدن بوري وقلعة جلاميس، وهي بيت الإيرل الموروث الواقع في اسكتلندا. ظلت تتعلم في المنزل بواسطة مربية وذلك حتى سن الثامنة، وكانت تهوى الرياضة والخيل والكلاب. وعندما التحقت بالمدرسة في لندن أدهشت معلميها بكتابة مقال يبدأ بكلمتين أغريقيتين من كتاب الأناباسيس لزينوفون. كانت المواد الدراسية المفضلة لها الأدب والكتابة. وبعد أن عادت للتعليم الخاص على يد المربية الألمانية اليهودية كايث كولبر، قامت باجتياز امتحان إكسفورد العام بامتياز وهي في سن الثلاثة عشر.
في عيد مولدها الرابع عشر، أعلنت إنجلترا الحرب على ألمانيا. تطوع أربعة من إخواتها في الجيش. قُتل أخيها الأكبر فرجوس (والذي كان ضابط في كتيبة بلاك واتش) في معركة لوس عام 1915. أخوها الآخر ميشيل تم الإبلاغ بأنه من المفقودين في 28 أبريل 1917. وبعدها بثلاث أسابيع، اكتشفت العائلة بأنه تم القبض عليه بعد أن أصيب. وظل في مخيم أسرى الحرب حتى انتهائها. تحولت قلعة جلاميس إلى بيت النقاهة للجنود المصابين، حيث قدمت إليزابيث المساعدة الممكنة. وكان لها دور فعال في إنقاذ محتويات القلعة وذلك بعد اندلاع حريق هائل في 16سبتمبر 1916. كتب لها واحد من الجنود الذين كانت تعالجهم في كتاب التوقيعات الشخصي الخاص بها بأنها (معلقة بين الماس، وبها صفة أربعة مدربين، وتعيش بأحسن بيت في المنطقة).

## زواجها من الأمير البيرت

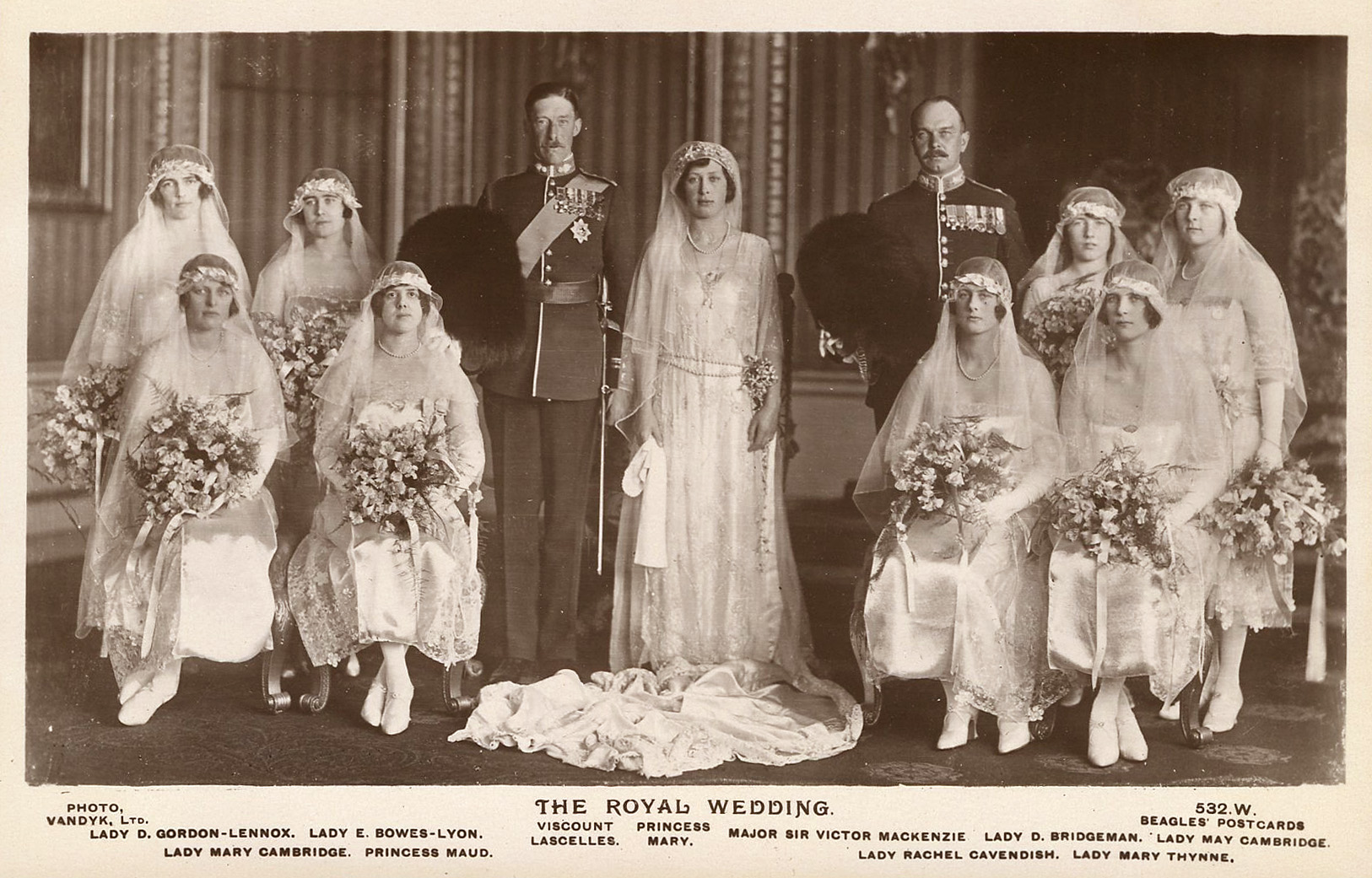
إليزابيث (الصف الخلفي الثانية من اليسار) كوصيفة للعروس في زفاف الأميرة ماري والفيكونت لاسيلس.

كان الأمير البيرت دوق يوك (كانت العائلة تدعوه ب بيرتي) هو الابن الثاني للملك جورج الخامس. في البداية قام الأمير البيرت بطلب الزواج من إليزابيث في عام 1921، ولكنها لم توافق وقالت (لاو أبداً، إنني أخاف ألا أكون كالسابق حرة التفكير والكلام والتصرف كيفما أشعر أنه ينبغي عليّ). وعندما صرح الأمير بأنه لن يتزوج أبداً بامرأة أخرى غيرها، قامت الملكة ماري بزيارة قلعة جلاميس لترى بنفسها الفتاة التي سرقت قلب ابنها. كانت الملكة مقتنعة بأن إليزابيث هي (الفتاة الوحيدة التي يمكن أن تجعل بيرتي سعيداً) ومع ذلك رفضت الملكة التدخل. وفي نفس الوقت، كان سِلاحْدار الأمير الذي كان يدعى جايمس ستيوارت يتودد إلى إليزابيث، وذلك حتى ترك خدمة الأمير لأجل وظيفة بدخل أفضل في حقول البترول الأمريكية. 

في فبراير عام 1922م، كانت إليزابيث هي وصيفة أخت الأمير البيرت (الأميرة ماري)، في زواجها من الفيكونت لاسيلس. وفي الشهر الذي يليه، تقدم البيرت للزواج من إليزابيث مرة أخرى، ولكنها رفضت مجدداً. وأخيراً، في يناير 1923، وافقت إليزابيث من الزواج من البيرت، على الرغم من الشكوك التي ساورتها حول حياة العائلة الملكية. اُعتُبِرَت حرية اختيار البيرت لإليزابيث (التي ليست عضوة في العائلة الملكية رغم أنها كانت ابنة أحد النبلاء) لَفْتَة جيدة لصالح التجديد السياسي، وذلك لأنه في السابق، كان من المتوقع أن يتزوج الأمراء أميرات العائلات الملكية الآخرى. قامو باختيار خاتم الخطوبة من الفضة المرصع بياقوت كشمير ومزين بماستين على جانبيه. عقد قرانهما في 26 أبريل 1923، في كنيسة وستمنستر. على نحو غير متوقع، وضعت إليزابيث باقة أزهار زفافها على قبر الجندي المجهول وهي في طريقها إلى الكنيسة، لذكرى أخيها فورجس. ولقبت إليزابيث بصاحبة السمو الملكي دوقة يورك. وبعد تناولها الإفطار في قصر باكنغهام (المعد بواسطة كبير الطهاة غابرييل تشومي)، قضت الدوقة الجديدة هي وزوجها شهر العسل في قصر بوليسدين ليسي، وهو قصر ريفي يقع في مقاطعة سري، وبعد ذلك توجّها إلى إسكتلندا، حيث لم يكن الوضع رومانسي بسبب إصابتها بالسعال الديكي.

## دوقة يورك

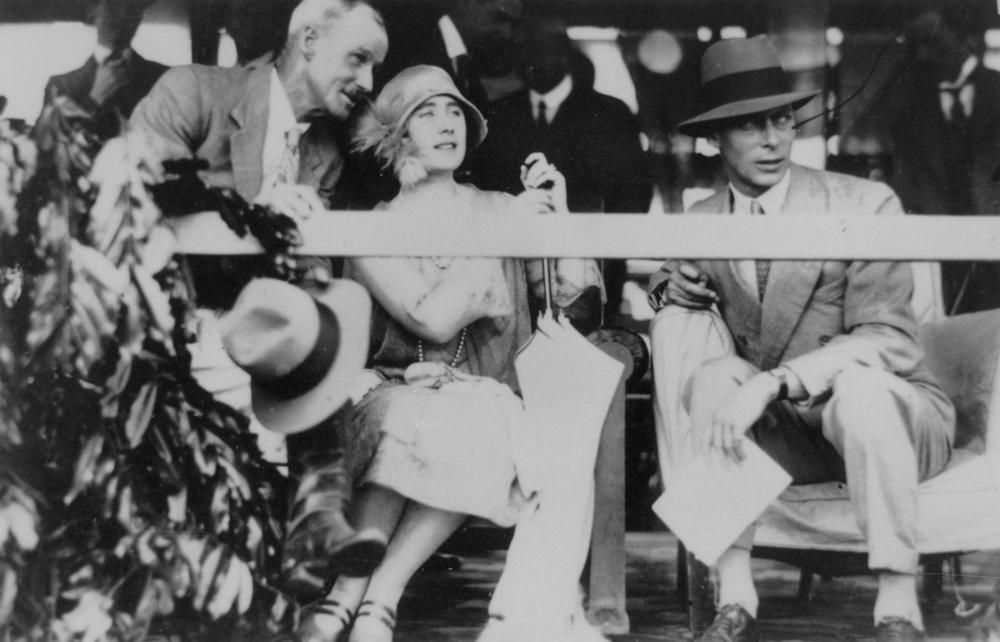
من على اليمين دوق ودوقة يورك في كوينزلاند سنة 1927.

بعد زيارتهما الناجحة إلى أيرلندا الشمالية في شهر يوليو عام 1924، وافقت حكومة حزب العمال على أن يقوم كلا من إليزابيث وألبيرت بجولة إلى شرق أفريقيا منذ شهر ديسمبر 1924 إلى شهر أبريل في عام 1925. بعدها وفِي شهر نوفمبر انتصر حزب المحافظين هازما حكومة حزب العمال البريطاني في الانتخابات العامة (وهو ما وصفته إليزابيث لأمها بأنه كان أمراً رائعاً) بعدها بثلاثة أسابيع اغتيل الحاكم العام للسودان الإنجليزي المصري، السير لي ستاك. رغم هذا استمرت الجولة، وقاما بزيارة عدن وكينيا وأوغندا ولكنهما تجنبا زيارة مصر وذلك بسبب التوترات السياسية التي كانت بها.
كان ألبيرت يعاني تعثّرا في الكلام، مما أثّر في قدرته على إلقاء الخطابات، وبعد شهر أكتوبر عام 1925، أسهمت إليزابيث في مساعدته من خلال العلاج المُبْتَكَر بواسطة ليونيل لوغ، وهو ما صُوِرَ في فيلم خطاب الملك. أنجب الزوجان عام 1926، طفلتهما الأولى الأميرة إليزابيث (كانت العائلة تدعوها ب ليليبيت) والتي أصبحت فيما بعد الملكة إليزابيث الثانية. وبعد أربع سنوات أنجبا طفلة أخرى وهي الأميرة مارجريت روز. قام ألبيرت وإليزابيث بالسفر بدون أولادهما إلى أستراليا لافتتاح مبنى البرلمان في كانبرا عام 1927. كانت إليزابيث مستاءة لترك الرضيعة (حسب ما قالته بنفسها). انتقلت بهما الرحلة البحرية عبر جامايكا وقناة بنما والمحيط الهادئ. كانت إليزابيث قلقة بصورة مستمرة تجاه ابنتها التي تركتها في إنجلترا وتود الرجوع اليها، ولكن رحلتهما كانت ناجحة لأجل العلاقات العامة. أسرت إليزابيث قلوب المُوَاطِنين في فيجي عندما صافحت صَفّاً طويلا من الضيوف الرسميين، حتى أنها صافحت كلبا شاردا كان هناك يمشي في الاحْتِفَال أيضاً. وفي نيوزيلندا أصيبت بنزلة برد، وفاتتها بعض الاتفاقيات، ولكنها استمتعت بالصيد المحلي  بصحبة الصياد الرياضي الأسترالي هاري أندرياس  في خليج الإيلانديس. وفي أثناء رحلة العودة، عبر موريشيوس وقناة السويس ومالطا وجبل طارق، احترقت سفينتهم (التي كانت من طراز أتش أم أس ريناون) وقاموا بالاستعداد لترك السفينة قبل أن يخرج الحريق عن السيطرة.

## تسلم إدوارد الثامن السلطة وتخليه عنها
توفي الملك جورج الخامس بتاريخ 20 يناير عام 1936، وتولى إدوارد (أمير ويلز وشقيق ألبرت) الملك، ولقب بالملك إدوارد الثامن. عبَّر جورج الخامس عن تحفظاته الخاصة تجاه وريثه للعرش قائلاً: «أني أدعو الله أن لا يتزوج ابني الأكبر وأن لا يحول شيء بين بيرتي وليليبيت والعرش».
وبعد عدة شهور من توليه العرش، أثار إدوارد أزمة دستورية بسبب إصراره على الزواج من الأمريكية المطلقة واليس سيمبسون. وعلى الرغم من أنه من الناحية القانونية كان إدوارد يستطيع الزواج منها، إلاّ أنه لكونه الملك كان هو رأس كنيسة إنجلترا، والتي كانت في ذلك الوقت لا تسمح للمطلقين بأن يتزوجوا مرة أخرى. اعتقد وزراء حكومة إدوارد بأن الناس لن يقبلوا بأن تكون واليس سيمبسون هي الملكة القرينة ونصحوه بعدم الزواج منها. وتبعاً للملكية الدستورية، كان إدوارد مُضْطَر للقبول بنصيحة الوزراء. وبدلاً من ترك خططه للزواج من واليس، قرر إدوارد التنازل عن العرش لصالح أخيه ألبيرت، والذي أصبح الملك على مضض بدلاً منه في 11 ديسمبر 1936 تحت المسمى الملكي جورج السادس. توج كلا من ألبيرت وإليزابيث كملك وملكة قرينة لبريطانيا العظمى وأيرلندا والمستعمرات البريطانية وأيضا كإمبراطور وإمبراطورة للهند، في الموعد المحدد لتتويجهم في 1 مايو 1937، كان تاج إليزابيث مصنوع من الفضة ومزيّن بجوهرة الكوهينور.
تزوج كلاً من إدوارد وواليس وأصبحا دوق ودوقة وندسور، ولكن بينما كان إدوارد هو صاحب السمو الملكي، قرر جورج السادس حجب لقب سمو الأميرة من الدوقة وهو القرار الذي أيدته إليزابيث. فيما بعد كانت إليزابيث تشير إلى الدوقة بقولها (تلك المرأة)، بينما كانت تشير الدوقة لإيزابيث بقولها (الكوكيز)، وذلك لاعتقادها بوجود وجهه شبه بينها وبين الطباخين الاسكتلنديين. نفى أصدقاء إليزابيث المقربين الإدعاءات التي تقول بأنها ظلت تشعر بالسخط تجاه الدوقة، كتب دوق جرافتون بأنها (لم تقل أي شيء بغيض عن دوقة وندسور سوى قولها بأنها ليس لديها فكرة عما تتعامل معه).

## الملكة القرينة

### الزيارات الرسمية والجولات الملكية

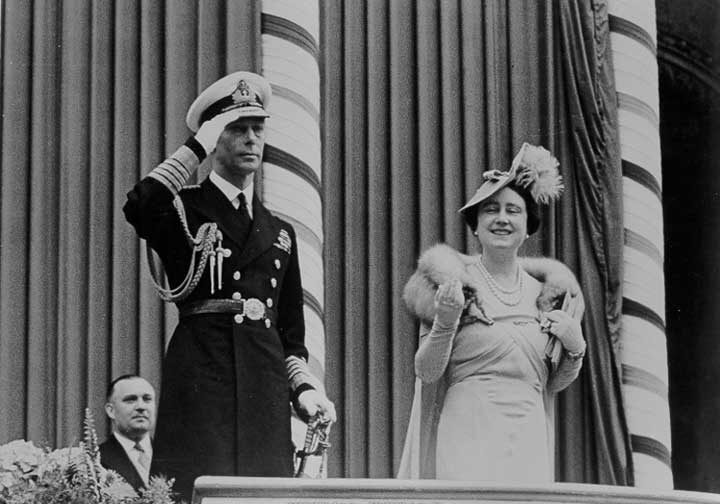
الملك جورج السادس والملكة إليزابيث في دار بلدية تورينتو عام 1939.

في صيف عام 1938 أُجِّلت زيارة الملك والملكة الرسمية لفرنسا لثلاث أسابيع وذلك بسبب موت أم الملكة (سيدة ستراثمور)، وبعد أسبوعين صمم نورمان هارتنل مجموعة من الملابس السوداء لأجل الملكة التي لم تستطع أن تلبس الملابس الملونة لكونها في حالة حداد على والدتها، نظمت الزيارة لأجل دعم التضامن الأنجلو فرنسي في مواجهة عدوان ألمانيا النازية، قامت الصحافة الفرنسية بمدح سلوك وسحر الزوجين الملكيين خلال الزيارة التي كانت ناجحة رغم تأجيلها، وصمم نورمان هارتنل ملابس الملكة.
على الرغم من ذلك استمر العدوان النازي واستعدت الحكومة للحرب. بعد الموافقة على معاهدة ميونخ بتجنب النزاعات المسلحة، دُعي رئيس الوزراء البريطاني نيفيل تشامبرلين لشُرْفَة قصر باكينغهام بصحبة الملك والملكة من أجل الترحيب بهم من حشد من المهنئين. بينما كانت بوجهه عامّ شائعة بين عامة الناس، كانت تسوية خلاف تشامبرلين مع هتلر هي موضوع بعض الخلافات في مجلس العموم مما دفع المؤرخ جون غريغ إلى وصف سلوك الملك بربط نفسه بشكل بارز مع سياسي ب (العمل غير دستوري للسيادة البريطانية في القرن الحالي). أيضاً اعترض المؤرخون بأن الملك لم يأخذ سوى مشورة وزارية وقام بالتصرف كيفما كان ملزم دستورياً.
في يونيو 1939 قاموا بجولة إلى أمريكا الشمالية من الساحل للساحل ومروا بكندا في الذهاب والعودة، ومن ثم قاموا بزيارة الولايات المتحدة وقضوا وقتا مع الرئيس روزفلت في البيت الأبيض وفي بيته بوادي هدسون، قالت السيدة الأولى للولايات المتحدة إليانور روزفلت أن إليزابيث (ملكة رائعة وعطوفة ومثقفة وتقول الصواب وطيبة ولكنها لديها قليل من الوعي الذاتي الملكي)،  كانت الجولة منظمة لدعم دول المحيط الأطلسي في حالة نشوب حرب وللتأكيد بأن الحكم الذاتي للمملكة في كندا يشارك بريطانيا نفس الملك. طبقاً لقصة تم تداولها في كثيراً من الأحيان، خلال أول لقاء للزوجين الملكيين من لقاءاتهم المتكررة مع الجمهور، قام واحد من المحاربين القدامى في حرب البوير الثانية بسؤال إليزابيث إذا ما كانت اسكتلندية أم إنجليزية فردت عليه قائلة (أنا كندية)!. تم استقبالهم من قبل الشعب الكندي والأمريكي بتحمس شديد، وتلاشى بشكل كبير أي شعور متبقي بأن جورج وإليزابيث كانا بديلاً أقل من إدوارد. قالت إليزابيث لرئيس الوزراء الكندي ويليام ليون ماكنزي كينج (هذه الجولة صنعتنا)، وكانت تعود لكندا بشكل متكرر في الزيارات الرسمية والخاصة.

### الحرب العالمية الثانية

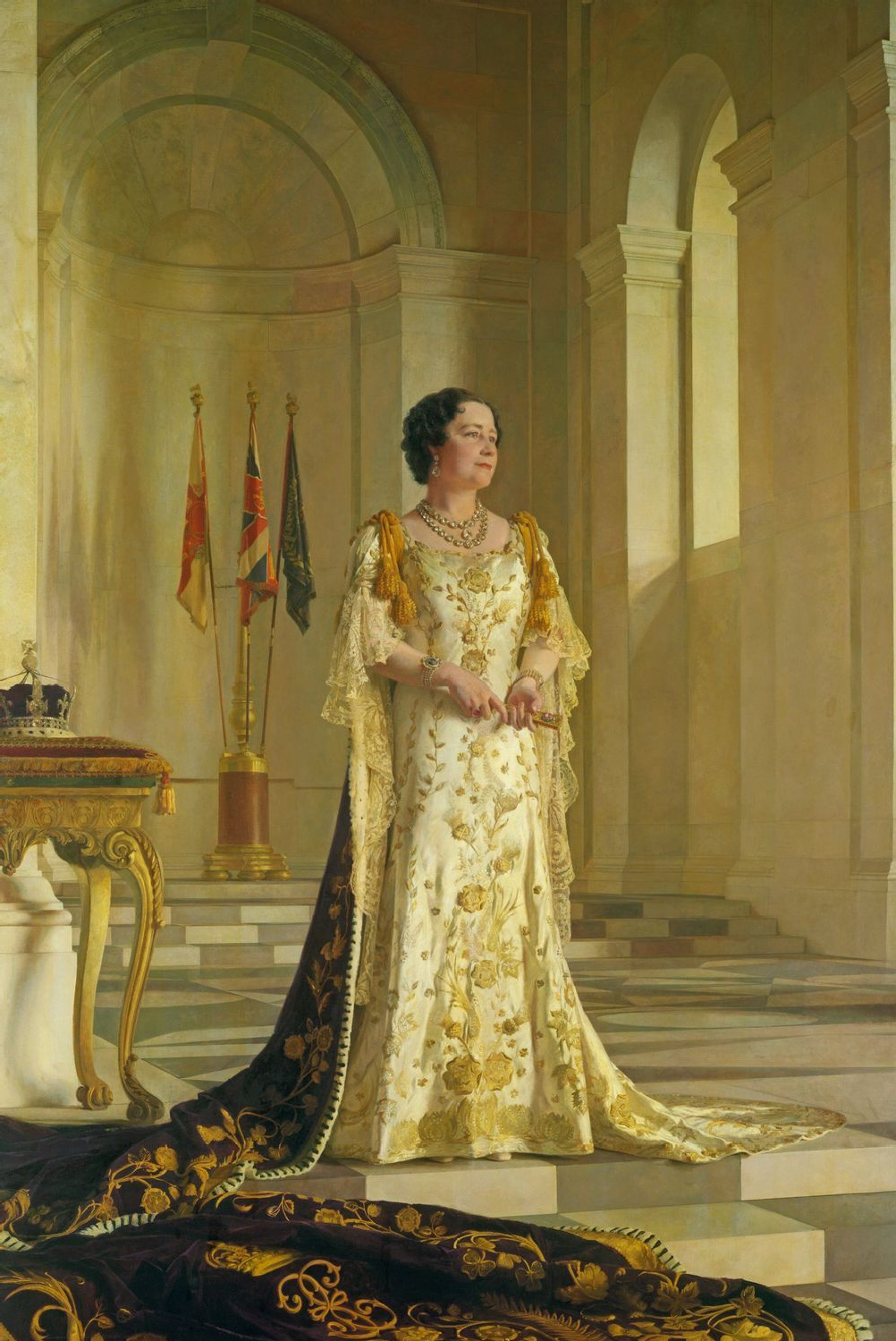
بورتريه بريشة السير جيرارد كيلي ويظهر به تاج الملكة على الشمال.

خلال الحرب العالمية الثانية أصبح كلا من الملك والملكة رمزاً للحرب ضد الفاشية. وبعد فترة وجيزة من إعلان الحرب، نشر (كتاب الملكة عن الصليب الأحمر)، ساهم خمسون من المؤلفين والفنانين في عمل الكتاب والذي كان واجهته عبارة عن بورتريه للملكة رسمه سيسيل بيتون وبيع لصالح مساعدات الصليب الأحمر. خلال قصف لندن رفضت إليزابيث علناً بترك أو أرسال أطفالها إلى كندا وذلك عندما نصحها مجلس الوزراء بالقيام بذلك وصرحت قائلة (لن يذهب أطفالي بدوني وأنا لن أترك الملك والملك لن يرحل أبداَ).
قامت بزيارة الجنود والمستشفيات والمصانع وبعض الأنحاء في لندن التي استهدفتها الطائرات الألمانية، خاصة في الطرف الشرقي بالقرب من أرصفة لندن. في البداية أثارت زيارتها العداء وتم إلقاء القمامة عليها وكان ذلك موضع سخرية الجماهير، ويرجع ذلك إلى حدِّ ما بسبب أنها ارتدت ثيابا باهظة الثمن التي أدت إلى زيادة كراهية الناس التي تعاني من الحرمان بسبب الحرب. أوضحت إليزابيث بأنه إذا جاء أحد من العامة لمقابلتها فأنه سيرتدي أفضل ملابسه ولذلك فهي فعلت نفس الشيء. قام نورمان هارتنل بتصميم ملابسها بألوان الطيف متجنباَ اللون الأسود وذلك لكي تمثل (قوس قزح الأمل). عندما تلقى قصر باكنغهام نفسه العديد من الهجمات خلال ذروة القصف بالقنابل، كانت إليزابيث قادرة على أن تقول (أنا سعيدة أنه تم قصفنا فذلك يجعلني أشعر أنه يمكنني أن أرى الطرف الشرقي في الواجهة).

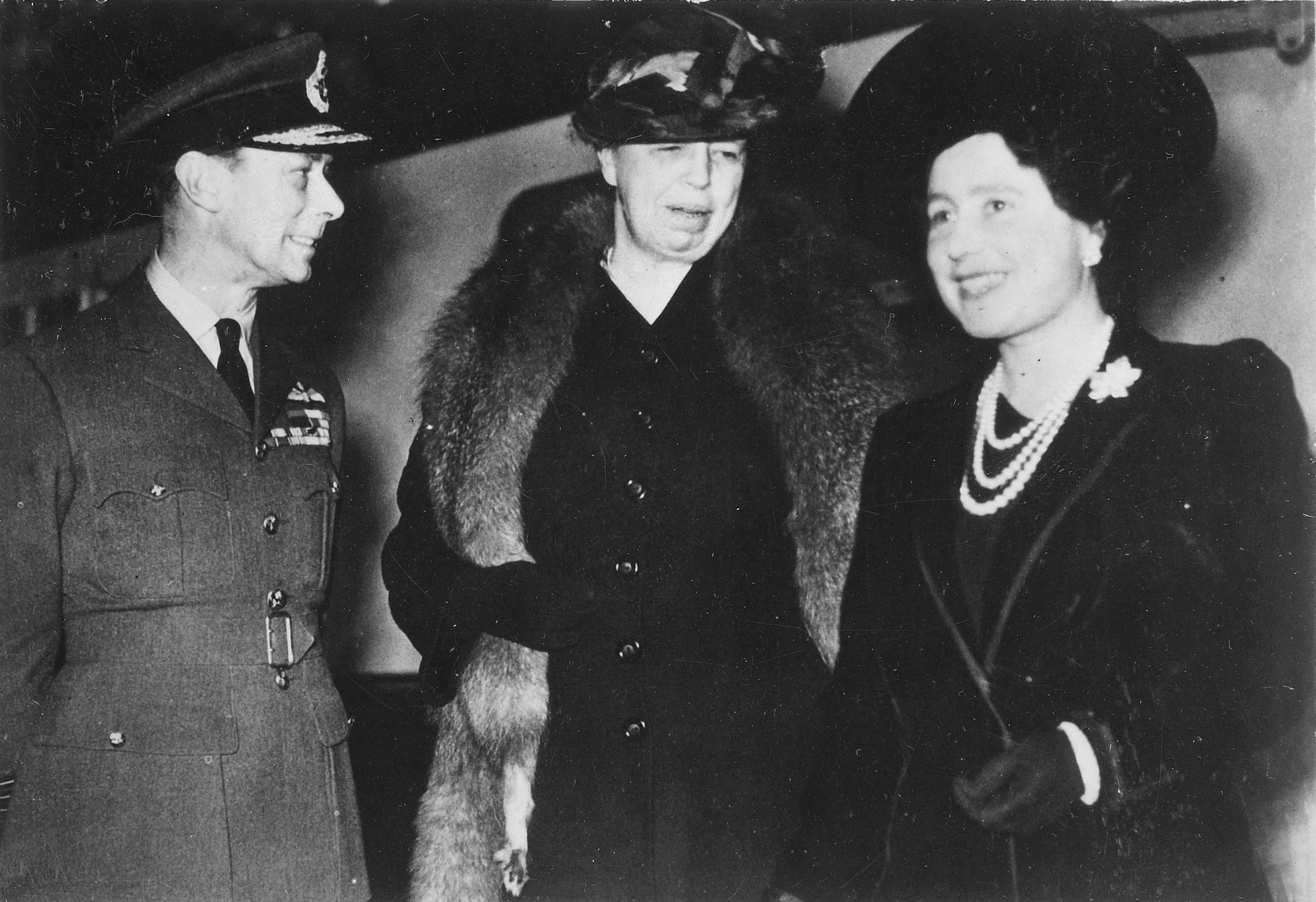
إليانور روزفلت (في المنتصف) والملك جورج السادس والملكة إليزابيث في لندن في 23 أكتوبر عام 1924

على الرغم أن الملك والملكة كانا يعملان نهاراً في قصر باكينغهام، إلا أنهما لدواعي أمنية ولأسباب عائلية كانوا يقيمو ليلاً مع الأميرتين إليزابيث ومارجريت في قصر وندسور الذي يبعد عن وسط لندن بحوالي 20 ميل. فقد قصر باكينغهام الكثير من معداته الخاصة بالجيش البريطاني وتم قصف معظم الغرف. تحطمت نوافذ القصر بسبب انفجار القنابل وكان لا بد من تغطيتها بالألواح. خلال الحرب الزائفة تم تدريب الملكة على استخدام المسدس خوفاً من الغزو الوشيك.

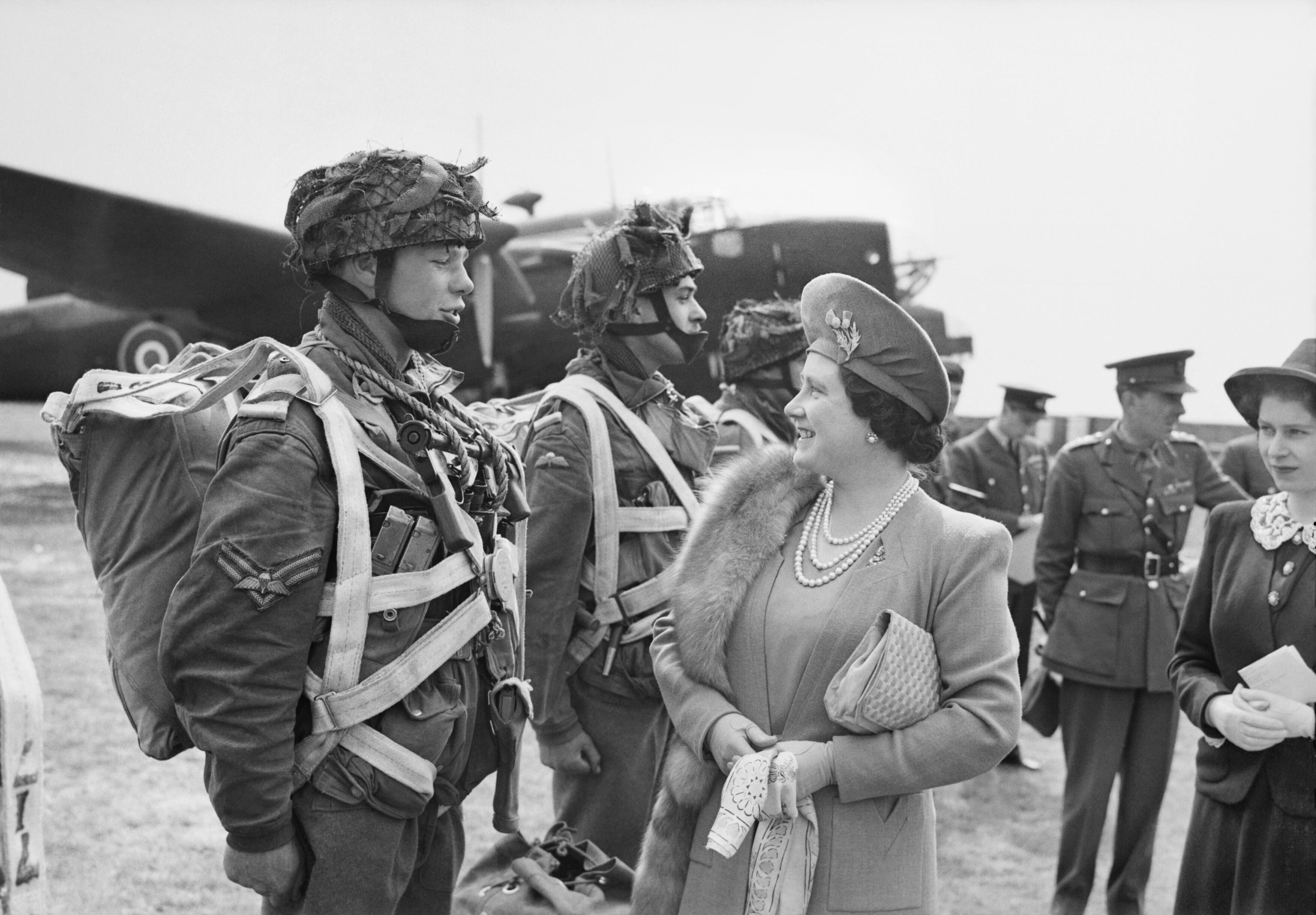
الملكة والأميرة إليزابيث تتفقدان قوات سلاح المظلات التي تتهيأ لإنزال النورماندي, 19 مايو 1944

قيل أن أدولف هتلر وصفها بأنها (أخطر امرأة في أوروبا) وذلك لأنه أبدى أن شعبيتها تمثل تهديد على المصالح الألمانية، وعلى الرغم من ذلك أيّد الملك والملكة ومعظم أعضاء البرلمان البريطاني قرار التسوية، وكان رئيس الوزراء البريطاني نيفيل تشامبرلين يعتقد أنه بعد تجربة الحرب العالمية الأولى يجب تجنب الحرب بأي ثمن. بعد استقالة تشامبرلين، كلّف الملك إلى ونستون تشرشل بتشكيل الحكومة. على الرغم أن الملك في البداية إرْتابَ من شخصيته ودوافعه، إلا أنه في الوقت المناسب أحترمه وأعجب به كلاً من الملك والملكة. بعد انتهاء الحرب في عام 1945، تم دعوة تشرشل إلى شُرْفَة قصر باكنغهام في بادرة مماثلة لتلك التي تم منحها إلى تشامبرلين.

### سنوات ما بعد الحرب

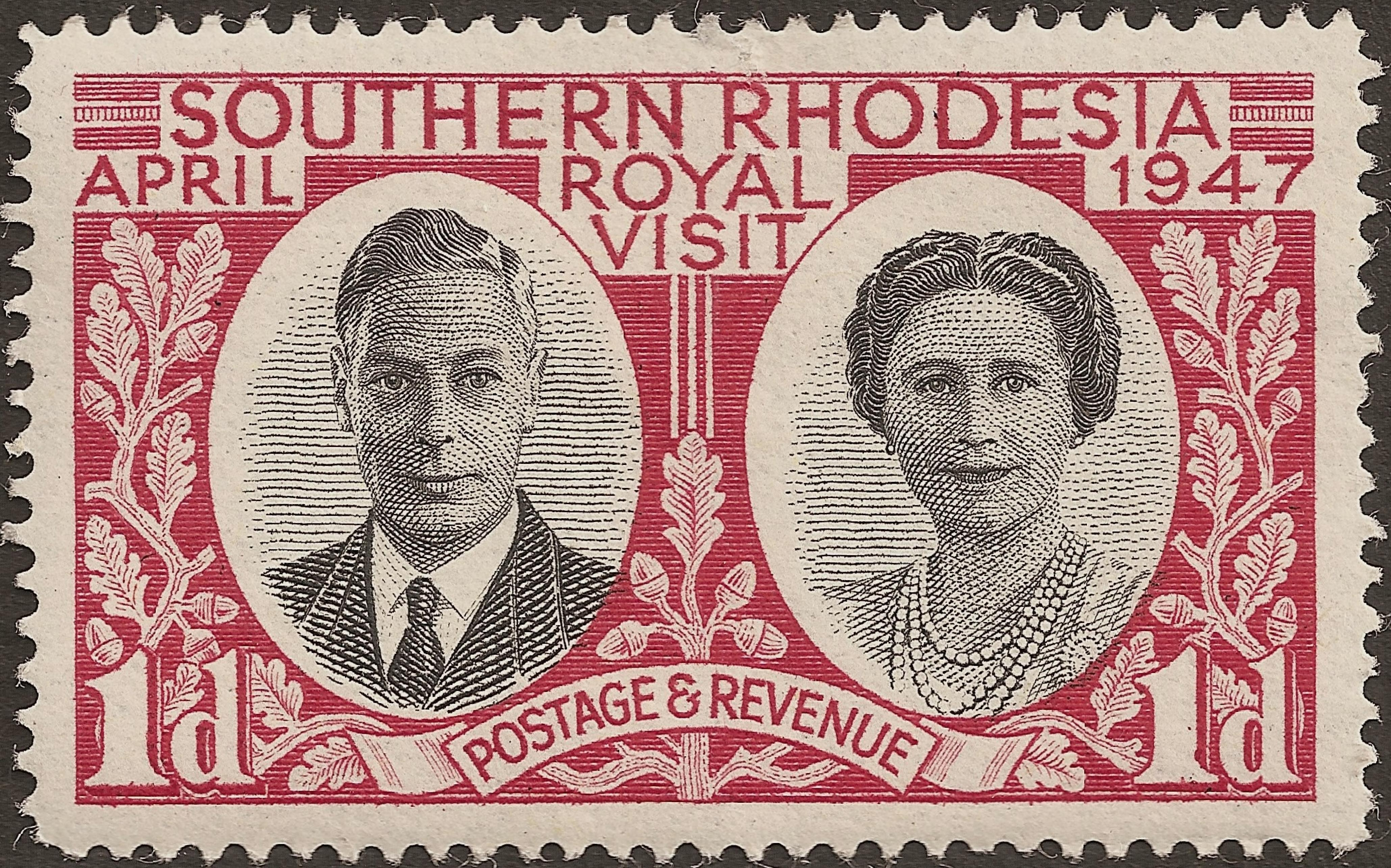
طابع روديسيا الجنوبية الذي يحتفل بالجولة الملكية لجنوب أفريقياعام 1947.

وفي الانتخابات العامة البريطانية التي أجريت عام 1945، انهزم حزب المحافظين الذي يرأسه تشرشل هزيمة ساحقة أمام حزب العمال الذي يرأسة كليمنت أتلي. وقلما أن يزاح الستار عن آراء إليزابيث السياسية ولكنها كتبت خطابا في عام 1947 وصفت فيه أن آمال أتلي الكبيرة التي يعلقها في سماء كل اشتراكي لا أساس لها على أرض الواقع، ونعتت أولئك الذين قاموا بالتصويت لصالحه بأنهم «فقراء» ذوي تعليم متوسط ولا يدرون من الأمر شيء وقالت: «أحبهم حقا». مما جعل ود روو وايت يعتقد بأنها من المواليين لحزب المحافظين أكثر من غيرها من أفراد العائلة المالكة . ولكنها أردفت له فيما بعد قائلة" أشعر بالحنين لحزب العمال القديم." كما أنها أخبرت دوقة جرافتون قائلة «أحب الشيوعيين»  وبعد ستة أعوام من توليه المنصب، انهزم أتلي في الانتخابات العامة البريطانية عام 1951 وعاد تشارشل إلى السلطة.
وفي أثناء الجولة الملكية في جنوب أفريقيا عام 1947، تم كسر قواعد السلوك الهادئ الذي اتسمت به إليزابيث (في صورة استثنائية من نوعها) عندما هبت قائمة من السيارة الملكية لضرب أحد المعجبين بمظلتها فقد أخطأت ظنا منها بأن إعجابه وحماسه عداء لها. وفي عام 1948، أجلت الجولة الملكية لأستراليا ونيوزيلندا نظرا لتدهور الحالة الصحية للملك. وفي شهر مارس (آذار) عام 1949، أجريت له عملية جراحية ناجحة لتحسين الدورة الدموية في ساقه اليمنى. وفي صيف عام 1951 قامت الملكة إليزابيث وبناتها بالوفاء بالتعاقدات العامة للملك في مكانه. وفي شهر سبتمبر (أيلول)، تم تشخيص الحالة المرضية للملك بأنه مصاب بسرطان رئة ، وبعد استئصال الرئة بدء في التعافي ولكن تم تغيير الرحلة المؤجلة لأستراليا ونيوزلندا حتى يتسنى للأميرة إليزابيث وزوجها (دوق أدنبره) الذهاب مكان الملك والملكة القرينة. في شهر يناير (كانون الثاني)عام 1952، توفى الملك عندما كانت الأميرة إليزابيث والدوق في كينيا في طريقهم إلى نصف الكرة الجنوبي ولذلك عادوا على الفور إلى لندن كملكة جديدة وقرين. ولم يقوموا بزيارة أستراليا ونيوزيلندا حتى قاموا بها أخيرا عام 1954.

## الملكة الأم

### ترملها

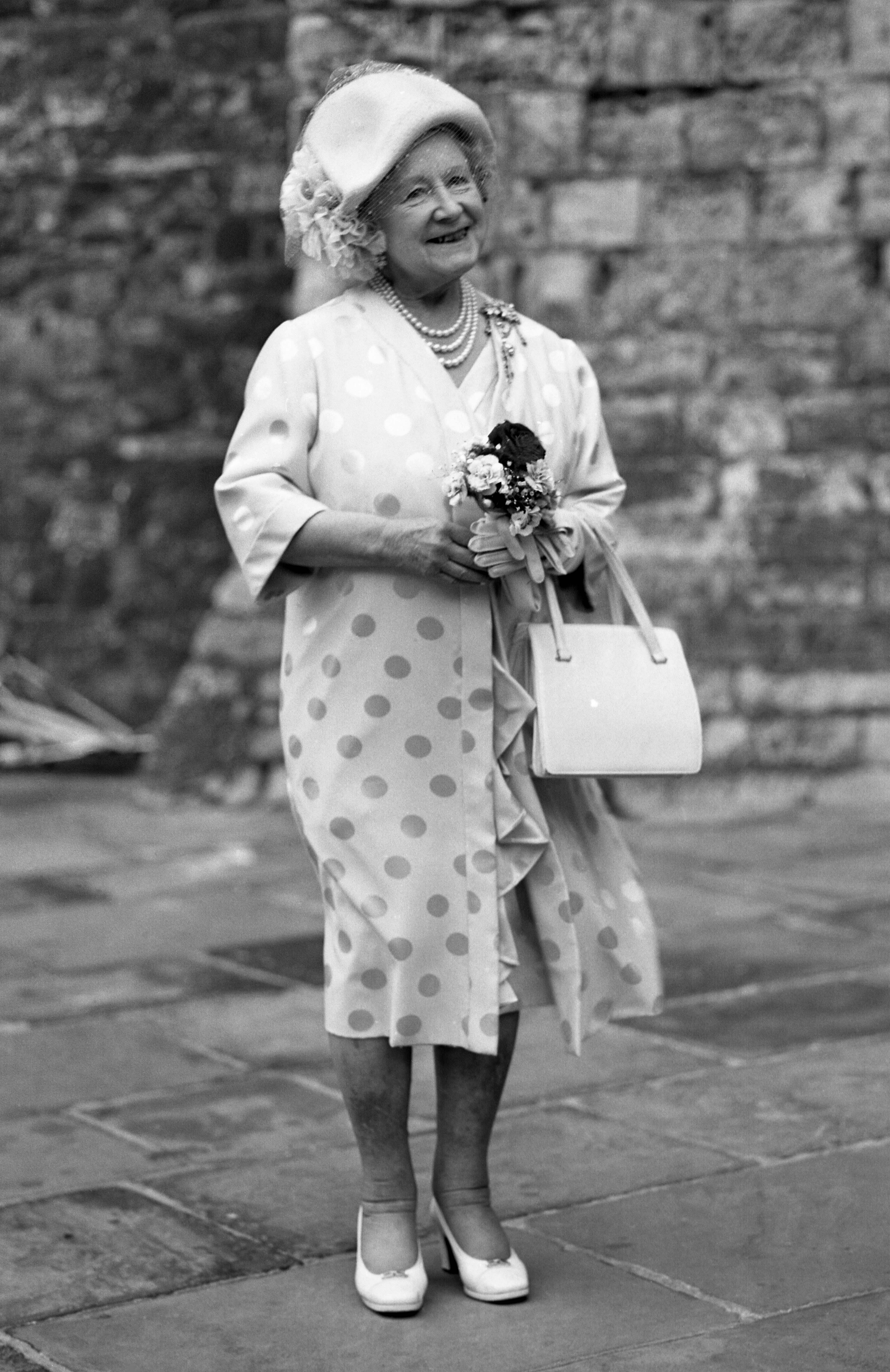
صورة للملكة الأم بقلعة دوفر التقطها المصور آلان وارن.

توفي الملك جورج السادس أثناء نومه في السادس من شهر فبراير (شباط) عام 1952. وبدأت إليزابيث أن تلقب بصاحبة الجلالة الملكة إليزابيث الملكة الأم لأنه اللقب التقليدي لأرملة الملك وبذلك تكون على غرار لقب ابنتها الكبرى إليزابيث التي تلقب الآن بالملكة إليزابيث الثانية،  وأصبحت تلقب شعبيا بالملكة الأم . 

لقد دمرت حزناً على وفاة الملك وتقاعدت إلى اسكتلندا. وعلى الرغم من ذلك فإنها عقب لقاء مع رئيس الوزراء ونستون تشرشل كسرت تقاعدها واستئنفت القيام بمهامها العامة،  وفي نهاية الأمر أصبحت مجرد ملكة مشغولة بمهامها كما كانت كذلك من قبل وهي ملكة. وفي شهر يوليو (تموز) عام 1953، قامت بأول زيارة لها وراء البحار بصبحة الأميرة مارغريت منذ تشييع جنازة زوجها حين قامت بزيارة اتحاد روديسيا ونياسلاند وقامت بوضع حجر الأساس للكلية الجامعة في روديسيا ونياسلاند وهي جامعة زيمبابوي الحالية . وفي غضون عودتها إلى المنطقة عام 1957، افتتحت الكلية كرئيسة لها كما قامت بحضور مناسبات أخرى صممت بشكل متعمد بغرض أن تكون متعددة الأعراق. وفي أثناء جولة موسعة قامت بها ابنتها لمنظمة الكومنولث من عام 1953 ألى عام 1954، عملت إليزابيث كمستشار دولة كما قامت برعاية أحفادها تشارلز وآن.
قامت الملكة إليزايبث بالإشراف على ترميم قلعة مي البعيدة المترامية والتي تقع على ساحل كاثنيس بإسكتلندا رغم أنها قد اعتادت الإبتعاد عن كل شيء  لمدة ثلاثة أسابيع في شهر أغسطس (آب) وعشرة أيام من شهر أكتوبر (تشرين الأول) من كل عام. وتشجيعا من الجوكي الهاوي لورد ميلدواي، وضعت إليزابيث اهتماما كبيرا لسباق الخيل لا سيما سباق الخيل عبر الحواجز والحقول والذي ظلت تهتم به بقية حياتها، وفازت فيما يقرب من خمسمائة سباق (500). وكانت للخيول حُلة خاصة من اللون الأزرق يتداخل معه خطوط برتقالية اللون توضع على ظهر الخيول تشبه البضاعة المحمولة، وكان الفائز بديفون لوش وكأس وايت بريد الذهبي عام 1984 والذي توقف بشكل مثير للدهشة لفترة قصيرة منذ آخر فوز له بجائزة الوطنية الكبرى عام 1956 والتي أصبح لفارسها ديك فرنسيس حياة مهنية ناجحة فيما بعد ككاتب قصص بوليسية موضوعها الأساسي السباق. وعلى الرغم من ذلك (وعلى عكس الشائعات) لم تضع نفسها في رهانات، وكانت لديها التعليقات الخاصة بالسباق والتي وجهت لها بشكل مباشر أثناء إقامتها بلندن في كلارنس هاوس ومن ثم يمكنها متابعة السباقات. وكجامعة للتحف الفنية، قامت بشراء أعمال لكلود مونيه وأوغسطس جون وبيتر كارل فابرجيه من بين أعمال الآخرين.
في شهر فبراير (شباط) 1964، أجريت لها عملية الزائدة الدودية بشكل طارئ الأمر الذي أدى إلى تأجيل جولة مقررة إلى أستراليا ونيوزلاندا وفيجي حتى عام 1966 وتعافت أثناء رحلة بحرية كاريبية على متن اليخت الملكي بريتانيا. وفي شهر ديسمبر (كانون الأول) عام 1966، خضعت لعملية جراحية لإستئصال ورم إثر تشخيص حالتها بأنها مصابة بسرطان قولون. وعلى عكس ما تردد من شائعات، لم تكن فتحة جراحية في القولون. وفي عام 1982، أسعفت إلى المستشفى عندما علقت عظمة سمكية في حلقها وخضعت لعملية جراحية لإزالتها ولكونها صيادة بارعة بالصنارة قالت بلطف مازحةً «نلت من أسماك السلمون» ووقعت أحداث مماثلة في بالمورال في شهر أغسطس (آب) عام 1984 حينما اقتيدت إلى مستوصف أبردين الملكي ولكن لم يستدعي الأمر تدخل جراحي، وفي شهر مايو (أيار) عام 1993، دخلت المستوصف لإجراء عملية جراحية تحت التخدير الكلي. وفي عام 1984 أجري لها عملية جراحية ثانية ناتجة عن السرطان حيث تم استئصال كتلة من ثديها، كما أنها عانت من انسداد معوي عام 1986 والذي عولج دون اللجوء للتدخل الجراحي ولكن تم حجزها بالمستشفى ليلة وضحاها.
في عام 1975، قامت بزيارة إلى إيران بدعوة من الشاه محمد رضا بهلوي. وأشار السفير البريطاني وزوجته إنتوني وشيلا بارسونز إلى دهشة الإيرانيين عما صدر من الملكة من عادتها بالتحدث إلى الجميع بغض النظر عن حالته أو أهميته معربين عن أملهم في أن يتعلم الوفد المرافق للشاه من هذه الزيارة وأن يولي مزيدا من الاهتمام لعامة الشعب. وبعد أربع سنوات، أطيح الشاه. وبين عامي 1976 و 1984 قامت بزيارات صيفية سنوية لفرنسا والتي كانت ضمن 22 رحلة خاصة إلى أوروبا القارية بين عامي 1963 و 1992.
قبل زواج الليدي ديانا سبنسر لحفيدها الأمير تشالز عام 1981 وبعد وفاة ديانا، عرفت الملكة إليزابث بسحر وجاذبية شخصيتها إذ أنها كانت الفرد الأكثر شعبية في أفراد العائلة المالكة. وأصبح ثوبها الذي قامت بالتوقيع به والذي كان ذو قبعة مقلوبة كبيرة الحجم مع المعاوضة وفساتينها مع لوحات رايات القماش هم الطراز المميز لثيابها.

### بلوغها المائة عام
في سنوات عمرها الأخيرة، عرفت الملكة الأم بطول عمرها. وتم الاحتفال بعيد ميلادها التسعين والذي يوافق الرابع من أغسطس عام 1990 في 27 يونيو والذي حضره العديد من الثلاثمائة منظمة التي كانت الملكة الأم راعية لها. وفي عام 1995، حضرت فعاليات إحياء ذكرى انتهاء الحرب والتي دامت خمسين عاماً كما أجري لها عمليتان جراحيتان: واحدة لإزالة إعتام عدسة في عينها اليسرى والثانية لاستبدال فخذها الأيمن. وفي عام 1998، تم استبدال فخذها الأيسر بعد أن كسر إثر انزلاقها وسقوطها أثناء تفقدها لحظائر الخيول بساندرينجهام. وتم الاحتفال بعيد ميلادها المائة بعدة طرق منها: موكب احتفال والإشادة بأبرز ما قدمت في رحلة عمرها والذي ضم مساهمات من نورمان ويزدم وجون ميلز نشرت صورتها على بطاقة تذكارية خاصة تبلغ 20 جنيه إسترليني صدرت عن البنك الملكي الإسكتلندي كما أنها حضرت غداء في مقر النقابة بلندن والذي حضره رئيس أساقفة كانتربري (جورج كاري) عن طريق الصدفة لأجل أن يشرب كأسها من النبيذ، وعتابها السريع له بقولها «إنه لي» أثار جدلاً كبيراً. وفي شهر نوفمبر (تشرين الثاني) عام 2000، كُسرت عظمة الترقوة إثر وقوعها مما جعلها تمكث في منزلها إلى أن تتعافى بحلول عيد الميلاد والعام الجديد. وفي الأول من شهر أغسطس (آب) عام 2001، تم نقل الدم إليها لمعالجة فقر الدم بعد إصابتها بإنهاك حراري رغم أنها كانت بحالة جيدة في مظهرها التقليدي في كلارنس هاوس بعد ثلاثة أيام للاحتفال بعيد ميلادها الواحد بعد المائة. وآخر ظهور شعبي لها كان عندما قامت بزرع الصليب في الميدان إحياء لذكرى 8 من شهر نوفمبر (تشرين الثاني) عام 2001 وحفل استقبال بمقر النقابة بلندن لإعادة تشكيل 600 سرب للسلاح الجوي الملكي المساعد في 15 من شهر نوفمبر (تشرين الثاني)، وحضورها إعادة تشغيل آراك رويال في 22 نوفمبر (تشرين الثاني).
في شهر ديسمبر عام 2001، بلغت من العمر 101 سنة وأصيبت بكسر في حوضها إثر وقوعها. ومع ذلك، أصرت على الوقوف للنشيد الوطني أثناء حفل التأبين لزوجها في السادس من شهر فبراير من العام التالي. وبعد ثلاثه أيام، توفيت ابنتها الثانية الأميرة مارغريت. في الثالث عشر من شهر فبراير عام 2002، سقطت الملكة الأم في غرفة الجلوس في منزلها بساندرينجهام مما أسفر عن قطع ذراعها وتم استدعاء سيارة إسعاف وطبيب الذين قاموا بتغطية الجرح. وبرغم ذلك كانت لا تزال مصممة على حضور تشييع جنازة ابنتها مارغريت من كنيسة القديس جورج وبعد ثلاثة أيام من نفس الإسبوع  وعلى الرغم من أن الملكة وبقيه العائلة المالكة اعتلاهم القلق بشأن الرحلة التي من المفترض أن تقوم بها الملكة الأم من نورفورك إلى وندسور، ترددت إشاعات حول أنها قلما ما تتناول الطعام. ومع ذلك، توجهت إلى وندسور على متن طائرة مروحية هليكوبتر ولم يتم اتخاذ أية صور لها على كرسي متحرك وأصرت أن تكون على منأى من أعين الصحافة عندما سافرت في مهمة عبر حافلة شعبية ذات نوافذ معتمة سوداء والتي استخدمتها ابنتها مارغريت من قبل. وفي الخامس من شهر مارس (آذار) عام 2002، حضرت حفل غداء العشب السنوي للإلبيجل إيتون وشاهد سباقات شلتنهام على شاشات التلفاز. ومع ذلك، بدأت صحتها بالتدهور السريع خلال الأسابيع الأخيرة بعد التراجع في رويال لودج للمرة الأخيرة.

## وفاتها

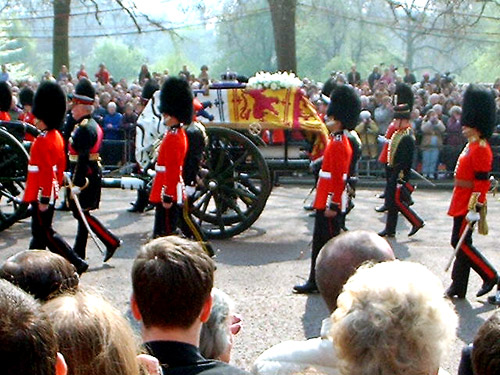
حمل جنازة الملكة الأم. كان النعش مغطى بالعلم الملكي الخاص بها الذي يظهر بالأدنى.

العلم الملكي الخاص بالملكة

في 30 من شهر مارس عام 2002 في تمام الساعة الثالثة والربع مساء، توفيت الملكة الأم وهي نائمة في اللودج الملكي في حديقة وندسور الكبرى بصحبة ابنتها الملكة إليزابيث الثانية النائمة بجوارها والتي كانت لا تزال على قيد الحياة. لقد عانت من البرد الشديد في الأربعة أشهر الأخيرة لها وماتت عن عمر يناهز 101 عام، وبذلك تعد آنذاك الأطول عمرا من أفراد العائلة المالكة في تاريخ بريطانيا. وكسر هذا الرقم في 24 من شهر يوليو (تموز) عام 2003 عندما توفيت آخر شقيقة لزوجها الأميرة أليس دوقة غلوستر والتي وافتها المنية عن عمر يناهز 102 عام في التاسع والعشرين من شهر أكتوبر (تشرين الأول) عام 2004.
زرعت إليزابث زهور الكاملية في كل حديقة تملكها، وقبل أن يؤخذ نعشها الملفوف بالعلم لدفنها في قاعة وستمنستر، وضعت باقات من زهور الكاملية أعلى نعشها. قام ما يزيد عن مائتي ألف شخص (200000) علي مدى ثلاثة أيام بوداعها من قاعة وستمنستر التي رقدت فيها بقصر وستمنستر. وقام أفراد من سلاح الفرسان وغيرهم من أفراد القوات المسلحة بحراسة منصة التابوت من أنحاء متفرقة. وفي وقت واحد، قام أحفادها الأربعة الأمير تشارلز، الأمير أندرو والأمير إدوارد والفيكونت لينلي بالتقدم على طاقم الحراسة كاحترام يعرف بوقفة للأمراء وهو ما حدث مرة واحدة من قبل مع الملك جورج الخامس.
وفي يوم تشييع جنازتها في التاسع من شهر أبريل (نيسان)، أصدر الحاكم العام الكندي إعلاناً يطالب فيه الكنديين بتكريم ذكراها في ذلك اليوم. وفي أستراليا، قام الحاكم العام بقراءة الدرس المستفاد من حياتها في حقل تأبين لها في كاتدرائية القديس أندرو بسيدني. وفي لندن، ملئ أكثر من مليون شخص المنطقة التي هي خارج كنيسة وستمنستر وعلى امتداد 23 ميل (37كم) ومن وسط مدينة لندن إلى مثواها الأخير بجوار زوجها وابنتها الصغرى في كنيسة القديس جورج. ونزولاً على وصيتها، يوضع إكليلا من الزهور على قبر الجندي المجهول كما حدث من قبل في يوم زفافها من 79 عام.

## النظرة العامة
على الرغم من أنها اعتُبرت واحدة من أشهر الأعضاء في العائلة الملكية في الآونة الأخيرة لكونها من الذين ساعدوا في ثبات شعبية الملكية في المملكة المتحدة بوجه عام، إلا أن إليزابيث كانت محط لعدة أنواع من الانتقادات خلال حياتها.
زعمت كيتي كيلي أنه خلال الحرب العالمية الثانية لم تلتزم إليزابيث بقوانين الترشيد، وهذا ما أنكرته الوثائق الرسمية، وخلال إقامة إليانور روزفلت في قصر باكنغهام خلال الحرب صرحت بكل وضوح بأنه يتم ترشيد الطعام المقدم في القصر وتحديد كمية مياه الحمام المسموح بها.
إِضَافَةً إلى ذَلِك كانت هناك إدعائات تقول بأن إليزابيث تستخدم إساءات عنصرية لتشير إلى السود وذلك ما أنكره الرائد كولن بورغيس بشدة. كان الرائد بورغيس هو زوج إليزابيث بورغيس، وهي سكرتيرة المختلطة العرق التي اتهمت أعضاء عائلة أمير ويلز بالتمييز العنصري. لم تقم إليزابيث بأي تعليقات عنصرية على العلن، ولكن وفقاً لروبرت جيمس رودس فإنها كانت على نحو خاص تمقت التمييز العنصري وتصف الأبارتايد بأنه أمر مروع. قال وودرو وايت في مذكراته أنه عندما صرّح بوجهه نظرة عن البلاد التي سكانها ليسو من البيض بأنهم لا تربطهم قواسم مشتركة بنا، قالت الملكة له بأنها تهتم بدول الكومنولث وإنهم جميعاً مثلنا. على الرغم من ذلك فأنها كانت لا تثق بالألمان وكانت تقول ل وودرو وايت (لا تثق بهم، لا تثق بهم). على الرغم من أنه ربما قد تكون عرضت هذه الآراء، حصل جدال بأن الإنجليز من جيلها والإنجليز حديثي العهد كانوا يعتبروهم أشخاص عاديين، وهم الذين قد عانو من حربين وحشيتين مع ألمانيا.
في عام 1987 تم انتقادها عندما تبين أن اثنين من بنات أخوها كاثرين باوز ليون ونيريسا باوز ليون قد تم احتجازهم في مستشفى الأمراض النفسية لأنهم كانو شديدي الإعاقة. على الرغم من ذلك سجل بيرك بيردج (كتاب يسجل نسب النبلاء والأرستقراطيين في المملكة المتحدة وأيرلندا) بأن الفتاتين كانو يعتبرو في عداد الموتى لأنه على ما يبدو أن أمهم (زوجة أخو الملكة الأم) كانت غير دقيقة بشدة عندما جاءت لملء استمارات وربما لم تكمل في الأوراق بند العائلة بشكل صحيح. عندما توفت نيريسا في العام السابق، ختم قبرها مَبْدَئِيّاً بعلامة بلاستيكية ورقم تسلسلي. ادعت الملكة الأم بأن خبر احتجازهم كان بمثابة مفاجئة لها.

## الإرث

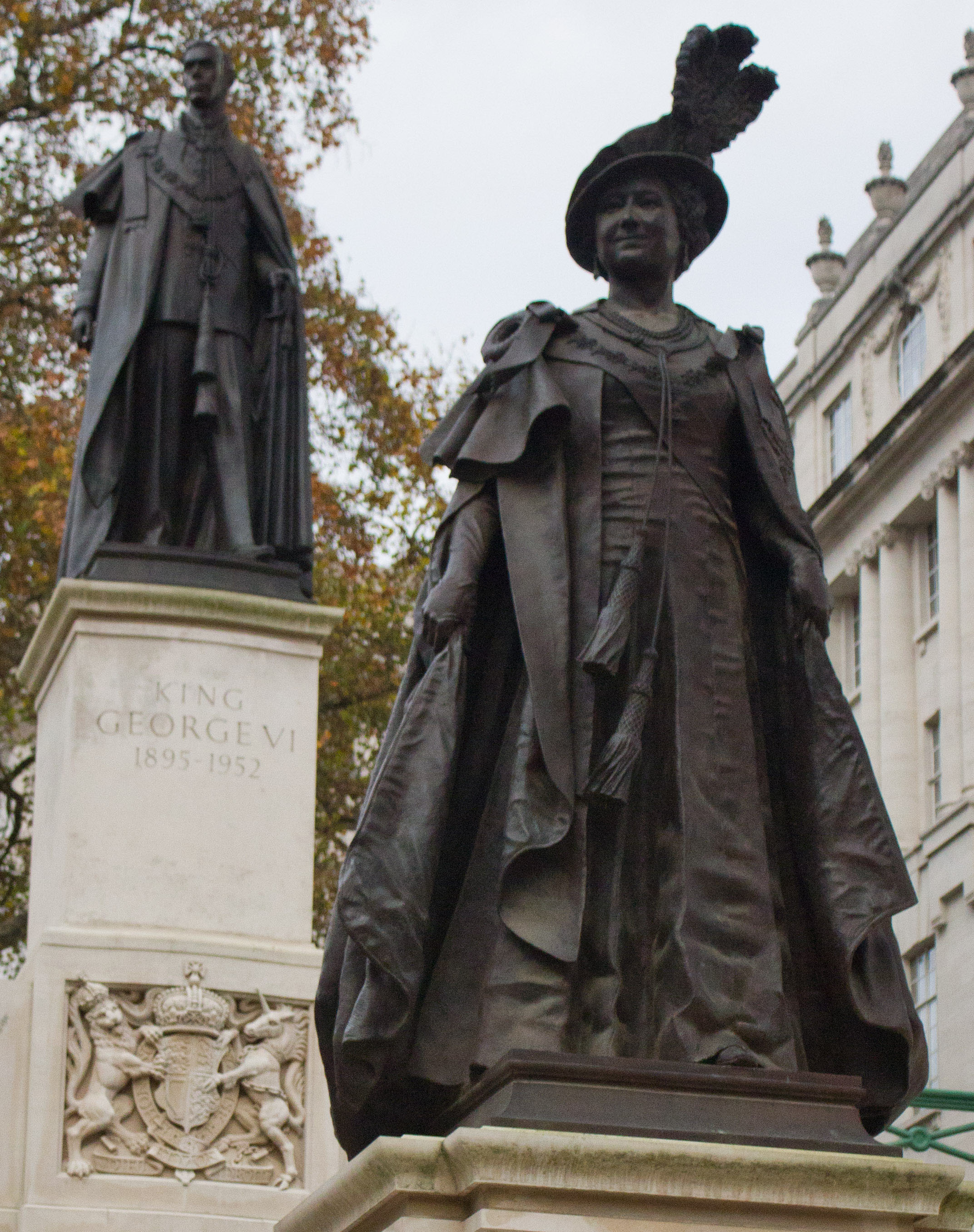
التمثال البرونزي للملكة إليزابيث في ذا مول بلندن يطل على تمثال زوجها الملك جورج السادس

غالباً ما كانت عادتها موضع للسخرية في البرنامج التلفزيوني الساخر المعروض في حقبة الثمانينات (سبتينج إميدج) والذي مثلها بلهجة بيرمينجهام وتمسك بنسخة من صحيفة ريسنج بوست. في عام 2002 مثلتها جولييت أوبري في الفيلم التلفزيوني (بيرتي وإليزابيث) وفي عام 2006 مثلتها سيلفيا سيمز في فيلم الملكة وفي عام 2010 مثلتها هيلينا بونهام كارتر في فيلم (خطاب الملك) ورشحت هيلينا لجائزة الأوسكار لأفضل ممثلة مساعدة وجائزة بافتا لأفضل ممثلة في دور ثانوي لتجسيدها للملكة، لعبت أيضاً ناتالي دورمر دور الملكة في فيلم (.W.E) الذي أخرجته مادونا وكذلك لعبته أوليفيا كولمان عام 2012 الذي تضمن زيارة إليزابيث وألبيرت لبيت الرئيس روزفلت.
أسميت شركة النقل البحري كونارد لاين سفينة باسم الملكة (أر أم أس كوين إليزابيث). أطلقت الملكة السفينة في 27 سبتمبر عام 1938 في كلايدبانك بإسكتلندا. من المفترض أن السفينة بدأت في الإبحار في الماء قبل أن تطلقها إليزابيث رسمياً، قامت إليزابيث بكسر زجاجة من النبيذ فوق مقدمة السفينة قبل أن تبحر بعيداً. في عام 1954 أبحرت الملكة إليزابيث إلى نيويورك عبر السفينة التي تحمل اسمها.
تم رفع الستار عن تمثال الملكة إليزابيث الملكة الأم في 24 فبراير عام 2009 الذي أنشأه النحات فيليب جاكسون في ذكرى الملك جورج السادس في ذا مول بلندن.

في مارس 2011 تم الكشف عن ذوقها في اختيار الموسيقى عندما أعلن للعامة عن تفاصيل مجموعتها الصغيرة من الإسطوانات المحفوظة بقلعة مي.
تضمنت الإسطوانات موسيقى سكا والموسيقى الشعبية المحلية وسكوتيش رييلز وأوكلاهوما وذا كينج أند أي، وتضمنت كذلك موسيقى بعض الفنانين مثل يلديلر مونتانا سليمو توني هانكوكو ذا جوونز ونويل كوارد.

قبل وفاتها بثمانية أعوام قيل أنها أودعت ثلثي أموالها بالتوكيل لصالح أبناء أحفادها. تركت الجزء الأكبر من تركتها والتي تقدر قيمتها ب 70 مليون جنيه إسترليني وتضمن اللوحات وبيض فابرجي والمجوهرات والأحصنة لبنتها التي لا تزال على قيد الحياة الملكة إليزابيث الثانية. عند نقل الممتلكات من ملك لملك آخر فأنها تكون معفاة من ضريبة التركات، ولأن الممتلكات ستنتقل من ملكة قرينة لملك السابق إلى الملك الحالي، قدرت الضريبة المطلوبة ب 28 مليون جنيه إسترليني (ما يعادل 40 % من ممتلكاتها) ولم يتم دفعها. نقلت إليزابيث الثانية أهم قطعة فنية إلى المجموعة الملكية.

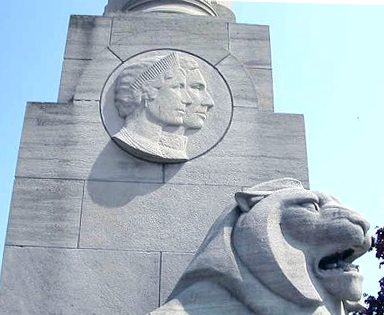
طريق النصب التذكاري للملكة إليزابيث بالقرب من تورونتو ويظهر به نقش بارز للملكة إليزابيث والملك جورج السادس

## المسميات والألقاب ومراتب الشرف والأسلحة

### المسميات والألقاب
- 4 أغسطس 1900 - 16 فبراير 1904: إليزابيث باوز ليون المبجلة
- 16 فبراير 1904 - 26 أبريل 1923: الليدي إليزابيث باوز ليون
- 26 أبريل 1923 - 11 ديسمبر 1936: صاحبة السمو الملكي دوقة يورك
- 11 ديسمبر 1936 - 6 فبراير 1952: الملكة صاحبة الجلالة
- 11 ديسمبر 1936 - 14 أغسطس 1947 (في الهند البريطانية): صاحبة الجلالة الإمبراطورة الملكة-الإمبراطورة
- 6 فبراير 1952 - 30 مارس 2002: جلالة الملكة إليزابيث الملكة الأم

### الأسلحة

شعار النبالة للملكة إليزابيث

شعار النبالة للملكة إليزابيث كان هو شعار المملكة المتحدة مطوق بسلاح والدها (إيرل ستراثمور) وهذا الأخير يظهر به في الجهة الأولى والرابعة شعار (آرجنت) وأسد أزور ثائر ومسلح ويظهر لسانه بلون أحمر ويتضمن اثنين من شعار تراشر متضادين يرمز ل (ليون) الثاني، وفي الجهة الثانية والثالثة يظهر بهم شعار (إيرمين) وثلاثة أقواس وترية بشعار بايل يلائم (باوز). يعلو الدرع التاج الإمبراطوري ويدعمه الأسد المتوج لإنجلترا والأسد الثائر بشعار فيسّ وأور وجوليس.

## روابط خارجية
- إليزابيث باوز ليون على موقع IMDb (الإنجليزية)
- إليزابيث باوز ليون على موقع ميتاكريتيك (الإنجليزية)
- إليزابيث باوز ليون على موقع الموسوعة البريطانية (الإنجليزية)
- إليزابيث باوز ليون على موقع مونزينجر (الألمانية)
- إليزابيث باوز ليون على موقع ميوزك برينز (الإنجليزية)
- إليزابيث باوز ليون على موقع أول موفي (الإنجليزية)
- إليزابيث باوز ليون على موقع إن إن دي بي (الإنجليزية)
- إليزابيث باوز ليون على موقع قاعدة بيانات الفيلم (الإنجليزية)
- إليزابيث باوز ليون على موقع ليتربوكسد (الإنجليزية)
- إليزابيث باوز ليون على موقع كينوبويسك (الروسية)